# Pantalla inflable

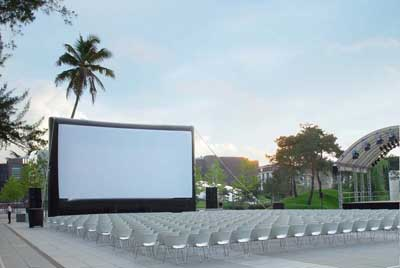
Cinema a l'aire lliure amb pantalla inflable

Una pantalla inflable és un tipus de pantalla que permet projectar imatges de gran format en esdeveniments a l'aire lliure. La seva característica més important és que es pot muntar ràpidament en qualsevol lloc, sobretot en esdeveniments massius a la fresca. Convé per a cinemes d'estiu i espectacles en places de valor històric delicades que no permeten la instal·lació d'estructures pesants. Va ser desenvolupada per l'empresa alemanya The Airscreen Company.
La pantalla inflable consta d'un marc inflable fet per una lona extraforta de plàstic i d'una pantalla de cinema feta d'un material PVC resistent a les inclemències meteorològiques. Tot i que generalment són força grans, fins a 40 × 20m, també n'existeixen models més petits per a ús privat o festes familiars.
Compta amb un ventilador silenciós que permet mantenir la pressió alta de l'estructura de forma constant i per tant, la seva rigidesa. L'estabilitat del marc s'aconsegueix a través de quatre punts d'ancoratge que el sostenen. Aquests punts d'ancoratge varien des cubs de tones d'aigua a cada cantonada fins a estaques cargol com les utilitzades per ancorar i muntar les carpes dels circs. El só es pot difondre amb un sistema de reforç de so tradicional, o també als autocinemes amb una xarxa local per l'autoràdio.
La facilitat de muntatge les van fer popular arreu del món. Quan s'ha trobat l'indret i s'han obtingut les autoritzacións indispensables –al cas de projecció pública–, la pantalla es pot muntar en una bona hora. Serveixen, entre d'altres, al patronat de Turisme de València per organitzar el programa estival «Cine a les platges». Durant la pandèmia del Covid-19 van guanyar en popularitat com a solució per organitzar (auto)cinemes improvisats que permeten organitzar un oci compartit tot i mantenir la distància de seguretat.